# Parteibuchwirtschaft

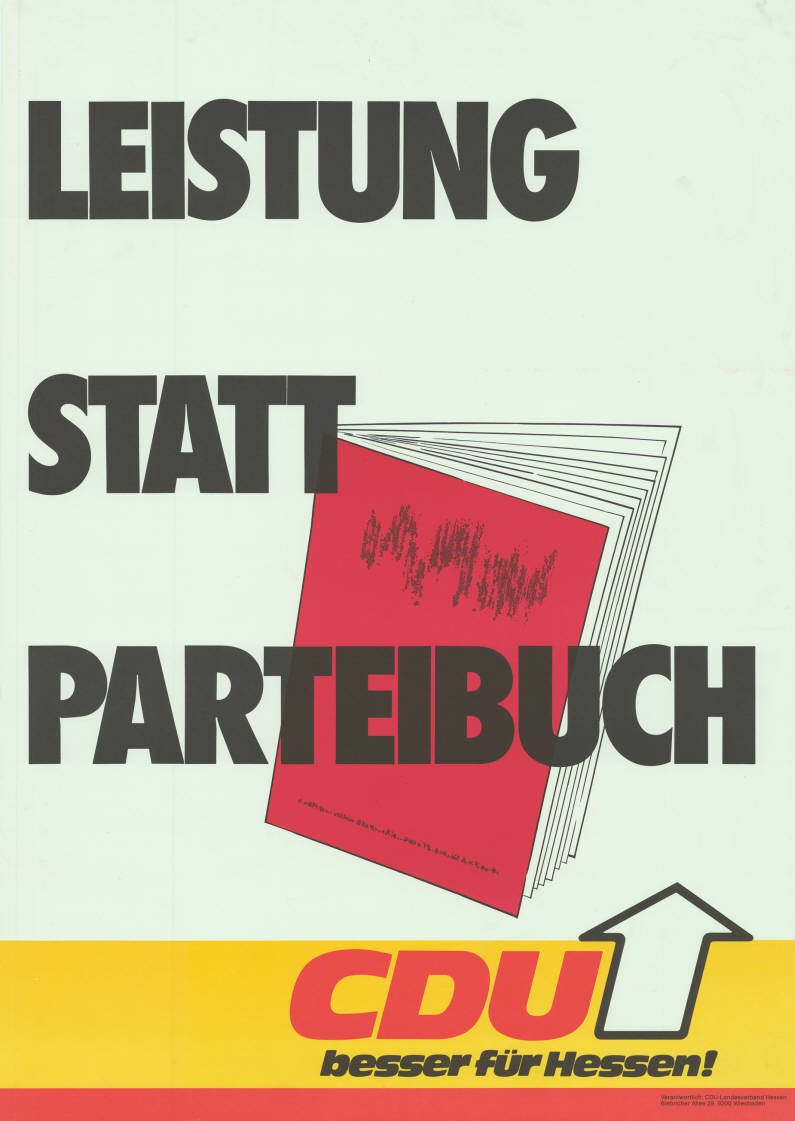
Plakat der CDU Hessen gegen Parteibuchwirtschaft 1982

Als Parteibuchwirtschaft bezeichnet man die Vergabe von Positionen im öffentlichen Dienst und in Wirtschaftsbetrieben unter parteipolitischem Einfluss, aber auch die Vergabe von Sachgütern, Dienstleistungen oder ideellen Werten (Orden, Ehrungen) aufgrund von Parteizugehörigkeit (also dem Besitz eines Parteibuchs). Die sonst für solche Vergabeprozesse vorgeschriebenen sachlichen Kriterien wie das grundgesetzlich verankerte Prinzip der Bestenauslese werden missachtet oder als nachrangig behandelt. Parteibuchwirtschaft steht daher in einem Naheverhältnis zur politischen Korruption.

## Verwandte Begriffe
Der Parteibuchwirtschaft verwandte Begriffe sind Nepotismus, Vetternwirtschaft, Networking und Postenschacher. 

## Situation in Österreich
In Österreich kann in Zusammenhang mit einem Dienstverhältnis eine Parteimitgliedschaft Ausdruck einer Weltanschauung im Sinne eines Diskriminierungsgrundes sein. In einer ausführlichen Analyse bezieht sich Thomas Mathy auf die Begriffe „Religion oder Weltanschauung“ und „politische oder sonstige Anschauung“; dabei seien für den EuGH die Begriffe „Religion“ und „Weltanschauung“ die zwei Seiten ein und desselben Diskriminierungsgrundes.
Parteibuchwirtschaft bei der Postenvergabe ist eine Bedingung und kann eine Folge des Proporzes sein. Freunderlwirtschaft wird in bestimmten Bereichen vor allem unter Parteifreunden betrieben, ist aber nicht unbedingt politisch und kann leicht über Parteigrenzen gehen.

### Beispiele
Im April 2024 berichtete der ORF über einen Profil-Artikel zu Postenbeschwerden im Bundesministerium für Inneres. Demnach wurde unterlegenen Kandidatinnen und Kandidaten zwischen 2011 und 2023 eine halbe Million Euro an Entschädigungszahlungen zugesprochen. Im österreichischen Innenministerium soll seit Jahrzehnten das ungeschriebene Gesetz Kennen vor Können gelten.
Von 1995 bis 2010 wurden 1.242 Spitzenposten in Staatsunternehmen besetzt, von denen laut Berechnungen des Statistikers Laurenz Ennser-Jedenastik fast 60 Prozent auf Personen entfielen, die einer Partei zumindest nahestanden.